# Mai 40 : Les Trente Jours du désastre

Mai 40 : Les Trente Jours du désastre est un téléfilm documentaire français réalisé par Jean-François Delassus et diffusé pour la première fois en 2002.

## Synopsis
Le documentaire retrace et analyse les raisons qui ont conduit la France vers une des défaites les plus violentes de son histoire. Le film reconstitue le cours des événements depuis le 10 mai, date de l'invasion de la Belgique par l'armée allemande, jusqu'à l'effondrement final de l'armée française dans la Somme le 8 juin.

## Fiche technique
- Réalisation : Jean-François Delassus, Yves Le Maner
- Scénario et commentaires : Jean-François Delassus
- Musique : Bruno Alexiu
- Sociétés de production : Dargaud Marina, France 3, CRRAV
- Pays : France
- Langue : français
- Format : Couleur, son stéréo
- Durée : 72 minutes
- Dates de première diffusion :  France : 25 mai 2002 (France 3)

## Sorties DVD
- 2004 : éditions Montparnasse